# 吉川園
株式会社吉川園（よしかわえん）は、緑茶、乾のり、豆コーヒーの製造、卸売、小売業者。北海道旭川市に本社を置く。1945年（昭和20年6月4日）創業。西武旭川店に直営小売店を展開する他、ホテル、病院、飲食店、商店などへ業務用商品を納品する。

## 沿革
- 1945年（昭和20年） 吉川正夫商店創立
- 1953年（昭和28年） （株）丸〆吉川商店設立資本金200万円より増資800万円とする
- 1979年（昭和54年） 旭川西武店出店
- 1980年（昭和55年） イトーヨーカドー店出店
- 1983年（昭和58年） アモール店出店
- 1987年（昭和62年） 社名を株式会社 吉川園に変更
- 1990年（平成02年） 永山サティ店出店
- 1992年（平成04年） 資本金800万円より増資1000万円とする
- 2005年（平成17年） 永山サティ店（現ポスフール永山店、後のイオン旭川永山店）退店
- 2007年（平成19年） 吉川園オンラインショップ出店
- 2007年（平成19年） 音更OK店退店（7月より茶処「喜代」様にて継続販売）
- 2009年（平成21年） 本社・工場を現所在地へ移転
- 2009年（平成21年） イトーヨーカドー店退店
- 2010年（平成22年） ア・モール店退店
- 2010年（平成22年） 吉川園Amazon支店出店

## 吉川園の主要商品
- 玉露・わらかけ茶
  - 高貴わらかけ
  - 京深かぶせ
  - 宇治茶
  - 天上玉露
- 煎茶
  - 本山茶
  - 開聞みどり
  - 天下一
- 玄米茶・ほうじ茶
  - 抹茶入玄米茶
  - 玄米ほうじ茶
  - 玉露玄米茶
- お茶請け
  - まろやか干し梅

## 直営小売店
- 西武百貨店旭川店

北海道旭川市1条通8丁目 西武百貨店旭川店A館地階